# Exposed… The Secret Life of The Veronicas
A Exposed… The Secret Life of The Veronicas egy CD/DVD az ausztrál pop rock duótól, a The Veronicastól. Ausztráliában 2006. december 2-án jelent meg a Warner Music gondozásában.
A DVD egy rockumentary-t is tartalmaz, mely 2005-2006-os történeteiket tartalmazza, illetve a 4ever, Everything I’m Not, When It All Falls Apart és Revolution klipje is megtalálható rajta. A 2006-os Revolution turnéból is tartalmaz előadásokat.
Az Ausztrál DVD listán hatodik lett, az ARIA platina minősítést ítélt a DVD-nek. A második héten harmadik lett, ezáltal dupla platina kinevezést kapott.

## Számlista

### 1. lemez: DVD
1. Exposed… The Secret Life of The Veronicas Dokumentumfilm

Élő előadások
1. Everything I’m Not
2. When It All Falls Apart
3. Speechless
4. Mouth Shut
5. Mother Mother
6. 4ever

Videóklipek
1. Bevezetés
2. 4ever
3. Everything I’m Not
4. When It All Falls Apart
5. Revolution
6. Bónusz: Turnén a The Veronicas-zal

### 2. lemez: CD 2006 Revolution Tour (Ausztrália)
1. 4ever
2. Everything I’m Not
3. When It All Falls Apart
4. Revolution
5. Leave Me Alone
6. Heavily Broken"

## Albumlistás helyezések, eladási adatok
| Albumlista (2006)     | Legjobb helyezés |
| --------------------- | ---------------- |
| ARIA Top 40 DVD lista | 3                |

| Albumlista        | Minősítés  | Eladás  |
| ----------------- | ---------- | ------- |
| (Ausztrália) ARIA | 2x platina | 30 000+ |